# 李彩煐 (fromis 9)
李彩煐（： Lee Chae Young，2000年5月14日—），曾譯為李采映，韓國女歌手，生於韓國慶尚北道浦項市北區，2017年參加CJ E&M製作的選秀節目《偶像學校》，最後以第四名畢業，為fromis_9的副唱、領Rapper、主舞。

## 早年生活
李彩煐於2000年5月14日出生於慶尚北道浦項市北區。在參加錄製CJ E&M的選秀節目《偶像學校》之前曾是JYP娛樂的練習生。

## 演藝生涯
2017年9月29日，在《偶像學校》最後一期節目中以第四名的成績出道，並將加入CJ E&M通過節目選出的九人女團fromis_9。

## 外部連結
- 李彩煐的Instagram帳戶